# ロジェ・アルバン
ロジェ・アルバン（仏: Roger Albin, 1920年9月30日 - 2001年6月1日）は、フランスのチェロ奏者、指揮者。
ボーソレイユの生まれ。6歳でチェロを始め、ウンベルト・ベネデッティに師事する。1932年にパリ音楽院に入学し、ポール・バズレールにチェロ、ノエル・ギャロンに対位法、アンリ・ビュッセルとアルトゥール・オネゲルに作曲、オリヴィエ・メシアンに楽曲分析と音楽美学を学んだ。1936年にチェロでプルミエ・プリを得、モンテカルロでチェロ奏者として音楽活動を始めた。その後はパリ・オペラ座やパリ音楽院管弦楽団などのチェロ奏者を務め、1949年から1957年までクロード・エルフェとデュオを組んだ。またこの頃から、ロジェ・デゾルミエールに指揮法を教わり、カール・シューリヒトやハンス・ロスバウトの薫陶も受けた。1960年からナンシー、1962年からトゥールーズで合唱指揮者として経験を積んだ後、1966年からストラスブール放送交響楽団の首席指揮者を務めた。1975年に同楽団が解散すると、フランス国立管弦楽団の首席チェロ奏者となった。
1981年から1987年までストラスブール音楽院で教鞭を執った。
ストラスブールにて没。